# Cristaerenea cognata
Cristaerenea cognata är en skalbaggsart som först beskrevs av Francis Polkinghorne Pascoe 1859. Cristaerenea cognata ingår i släktet Cristaerenea och familjen långhorningar.
Artens utbredningsområde är Panama. Inga underarter finns listade i Catalogue of Life.